# Saint-Jean-le-Thomas

Saint-Jean-le-Thomas este o comună în departamentul Manche, Franța. În 1 ianuarie 2022 avea o populație de 395 de locuitori.